# Bió de Proconnès
Bió de Proconnès (en llatí Bion, en grec antic Βίων) fou un historiador grec contemporani de Ferècides de Siros, i que hauria viscut a l'entorn del 560 aC. Havia nascut a Proconnesos.
L'esmenta Diògenes Laerci que diu que va ser l'autor de dues obres, la natura de les quals no assenyala. Es pot deduir per Climent d'Alexandria que una d'aquestes obres era un resum d'una antiga obra de Cadme de Milet.